# Cattedrale di luce

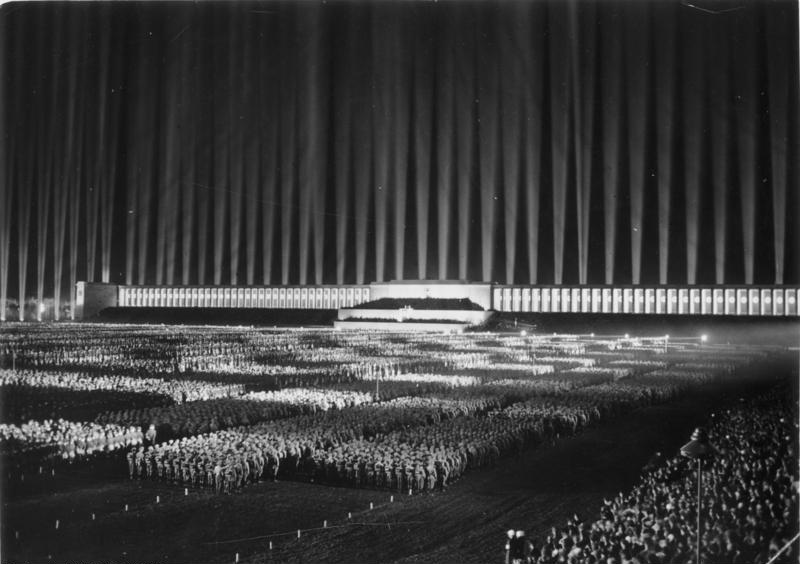
La Cattedrale di luce del Raduno di Norimberga dell'8 settembre 1936, verso la Zeppelintribune

La Cattedrale di luce (dal tedesco Lichtdom) era un'installazione utilizzata durante i raduni del partito nazista a Norimberga tenuti dal 1934 al 1938. Progettata dall'architetto Albert Speer, consisteva in 152 proiettori da ricerca posizionati a 12 metri di distanza l'uno dall'altro e rivolti verticalmente. Quando venivano accesi, generavano una serie di fasci di luce verticali simili a colonne che circondavano il pubblico. Le Cattedrali di luce sono documentate nel film di propaganda nazista Festliches Nürnberg del 1937 e vengono considerate tra le intuizioni più importanti di Speer.

## Storia

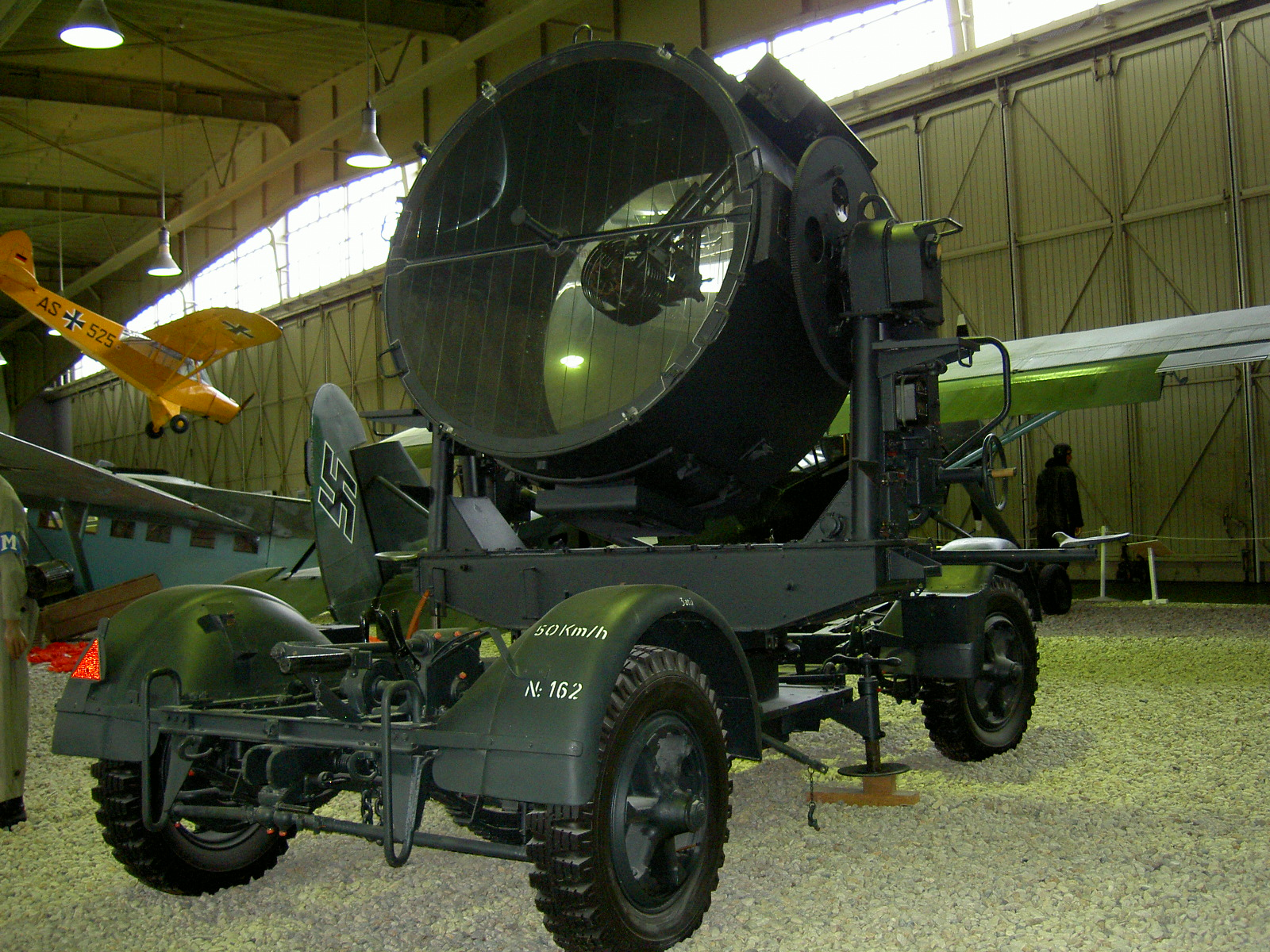
Un proiettore di luce da 150 cm in mostra al Militärhistorisches Museum Flugplatz Berlin-Gatow, 2003

Speer venne incaricato da Adolf Hitler di costruire uno stadio per i raduni annuali del partito, ma lo stadio non poteva essere completato in tempo per l'adunata del 1933. Come misura temporanea, utilizzò 152 proiettori antiaerei puntati verso l'alto intorno all'area di assemblaggio.

I riflettori furono presi in prestito dalla Luftwaffe, anche se ciò causò problemi al suo comandante Hermann Göring, perché essi costituivano la maggior parte della riserva strategica della Germania. Hitler però controbatté suggerendogli che si trattava di un utile pezzo di disinformazione:
Sebbene fossero stati originariamente programmati come misura temporanea finché lo stadio non sarebbe stato completato, i riflettori continuarono ad essere usati durante i raduni del partito. Un effetto simile venne creato per la cerimonia di chiusura dei Giochi olimpici del 1936 a Berlino da parte di Eberhard von der Trappen con la collaborazione di Speer. In alcune circostanze della cerimonia, i riflettori sono stati fatti convergere in un punto sopra gli spettatori.

## Caratteristiche
I proiettori Flak utilizzati per le Cattedrali di luce furono fabbricati alla fine degli anni trenta ed avevano riflettori in vetro parabolico di 150 cm di diametro con una potenza di 990 milioni di candele. Il sistema era alimentato da un generatore da 24 kW, basato su un motore a 8 cilindri da 51 cavalli (38 kW), che forniva una corrente di 200 ampere a 110 volt. I proiettori venivano collegati al generatore tramite un cavo lungo 200 metri. Il sistema aveva un raggio di rilevamento di circa 8 chilometri per obiettivi a un'altitudine compresa tra i 4000 e i 5000 metri.
Speer descrisse la sensazione che scaturiva osservando le colonne di luce, sostenendo che "sembrava di essere in una grande stanza, con i raggi che fungevano da possenti colonne di muri esterni infinitamente leggeri." L'ambasciatore britannico in Germania, Sir Nevile Henderson, definì le Cattedrali di luce "sia solenni che belle ... sembra di essere in una cattedrale di ghiaccio".
Secondo Kathleen James-Chakraborty, "il solo momento più drammatico dei raduni del partito nazista (...) non era una parata militare o un discorso politico ma il Lichtdom, o Cattedrale di luce".